# Нарваэс, Хуан Хосе
Хуан Хосе Нарваэс Соларте (исп. Juan José Narváez Solarte; родился 12 января 1995 года в Пасто, Колумбия) — колумбийский футболист, вингер клуба «Реал Вальядолид». Выступает за «Леганес» на правах аренды.

## Карьера
В 2002 году Нарваэс начал обучаться в футбольной школе клуба «Депортиво Пасто» из своего родного города. В 2011 году он стал привлекаться в первую команду клуба. Дебютировал в основном составе 9 марта 2011 года, выйдя на замену в матче Кубка Колумбии с клубом «Атлетико». В 2011 году Хуан провёл 6 матчей и забил один гол за «Депортиво» во второй лиге Колумбии. На следующий год клуб выступал уже в Примере А. В главной лиге Колумбии Нарваэс дебютировал 28 апреля 2012 года в матче с клубом «Рионегро». Закрепиться в основном составе ему не удалось, и за весь сезон он провёл лишь два матча в Примере А, а также 8 игр сыграл в Кубке Колумбии.
В 2012 году Нарваэс побывал на просмотре в английском «Тоттенхэм Хотспур», но перейти в этот клуб не смог из-за сложностей с получением разрешения на работу в Великобритании. 3 декабря 2012 года 17-летний нападающий перешёл в молодёжную команду мадридского «Реала». Нарваэс начинал в молодёжной команде «Реала», в сезоне 2013/14 играл за неё в Юношеской лиге УЕФА и забил четыре гола в матче с «Ювентусом». В молодёжной команде колумбиец выделялся физической мощью, хорошо играл в воздухе. В первой половине сезона 2013/14 он был её лучшим бомбардиром, забив 15 голов в 10 матчах. В прессе Наравеса часто сравнивали с соотечественником Фалькао. В том же сезоне Хуан был переведён сначала в третью, а затем и во вторую команду клуба. Там он не демонстрировал столь выдающейся игры и крайне редко забивал. Проведя три года в системе мадридского «Реала», колумбиец так и не попал в основной состав.
26 января 2016 года Нарваэс перешёл в «Реал Бетис Б», с которым заключил контракт до июня 2019 года. В этой команде он отыграл полтора сезона, вместе с ней вылетел из Сегунды Б, затем помог в неё вернуться, забив 8 голов и отдав 7 голевых передач. Летом 2017 года Хуан был переведён в первую команду «Бетиса», который выкупил у мадридского «Реала» оставшуюся часть прав на футболиста. В первой половине сезона 2017/18 тренер Кике Сетьен дал Нарваэсу возможность проявить себя в основном составе. Его дебют в испанской Примере состоялся 20 августа 2017 года в матче с «Барселоной», на который он вышел в основном составе. Всего колумбиец провёл семь матчей в Примере и дважды сыграл в Кубке Испании, однако результативными действиями не отметился. 29 января 2018 года Нарваэс был отдан до конца сезона в аренду клубу «Кордова» из Сегунды. За полгода в команде он провёл 16 матчей и забил 5 голов. Летом 2018 года сразу несколько клубов Сегунды интересовались Нарваэс, но руководство «Бетиса» отказалось продавать игрока, которого в клубе всё ещё считали перспективным. 31 августа 2018 года колумбиец вновь отправился в аренду в клуб из Сегунды, на этот раз в «Альмерию» до конца сезона. Игроком основного состава в «Альмерии» Нарваэс не стал, лишь в 11 из 30 сыгранных матчей выходя с первых минут. После окончания аренды он вернулся в «Бетис». 31 августа 2019 года Нарваэса был взят в аренду до конца сезона 2019/20 «Лас-Пальмасом».
4 сентября 2020 года Нарваэс перешёл в клуб Сегунды «Реал Сарагоса», с которым заключил трёхлетний контракт. «Бетис» отпустил игрока бесплатно, но получил право на процент от выручки с его будущей продажи в другой клуб.
1 сентября 2022 года Нарваэс заключил двухлетний контракт с клубом «Реал Вальядолид». 30 января 2023 года отправился доигрывать сезон на правах аренды в клуб Сегунды «Леганес».

## Статистика
| Выступление          | Выступление      | Выступление      | Лига | Лига | Кубок | Кубок | Континент | Континент | Итого | Итого |
| Клуб                 | Лига             | Сезон            | Игры | Голы | Игры  | Голы  | Игры      | Голы      | Игры  | Голы  |
| -------------------- | ---------------- | ---------------- | ---- | ---- | ----- | ----- | --------- | --------- | ----- | ----- |
| Депортиво Пасто      | II               | 2011             | 6    | 1    | 7     | 1     | 0         | 0         | 13    | 2     |
| Депортиво Пасто      | I                | 2012             | 2    | 0    | 8     | 2     | 0         | 0         | 10    | 2     |
| Депортиво Пасто      | Итого            | Итого            | 8    | 1    | 15    | 3     | 0         | 0         | 23    | 4     |
| Реал Мадрид C        | III              | 2013/14          | 4    | 1    | 0     | 0     | 0         | 0         | 4     | 1     |
| Реал Мадрид Кастилья | II               | 2013/14          | 4    | 0    | 0     | 0     | 0         | 0         | 4     | 0     |
| Реал Мадрид Кастилья | III              | 2014/15          | 11   | 3    | 0     | 0     | 0         | 0         | 11    | 3     |
| Реал Мадрид Кастилья | III              | 2015/16          | 14   | 1    | 0     | 0     | 0         | 0         | 14    | 1     |
| Реал Мадрид Кастилья | Итого            | Итого            | 29   | 4    | 0     | 0     | 0         | 0         | 29    | 4     |
| Реал Бетис Б         | III              | 2015/16          | 15   | 1    | 0     | 0     | 0         | 0         | 15    | 1     |
| Реал Бетис Б         | IV               | 2016/17          | 35   | 8    | 0     | 0     | 0         | 0         | 35    | 8     |
| Реал Бетис Б         | Итого            | Итого            | 50   | 9    | 0     | 0     | 0         | 0         | 50    | 9     |
| Реал Бетис           | I                | 2017/18          | 7    | 0    | 2     | 0     | 0         | 0         | 9     | 0     |
| Кордова              | II               | 2017/18          | 16   | 5    | 0     | 0     | 0         | 0         | 16    | 5     |
| Альмерия             | II               | 2018/19          | 30   | 2    | 3     | 0     | 0         | 0         | 33    | 2     |
| Лас-Пальмас          | II               | 2019/20          | 29   | 7    | 0     | 0     | 0         | 0         | 29    | 7     |
| Реал Сарагоса        | II               | 2020/21          | 26   | 7    | 0     | 0     | 0         | 0         | 26    | 7     |
| Всего за карьеру     | Всего за карьеру | Всего за карьеру | 199  | 35   | 20    | 3     | 0         | 0         | 219   | 38    |

## Достижения
- Победитель Примеры Б: 2011